# Liste der Naturdenkmale in Spirkelbach
Die Liste der Naturdenkmale in Spirkelbach nennt die im Gemeindegebiet von Spirkelbach ausgewiesenen Naturdenkmale (Stand 23. Mai 2024).

## Naturdenkmale
| Nr.         | Bezeichnung         | Lage                                              | Beschreibung        | Bild            |
| ----------- | ------------------- | ------------------------------------------------- | ------------------- | --------------- |
| ND-7340-290 | Felspartie Rauhberg | westlich des Ortes am Spirkelbacher Rauhberg Lage | Buntsandsteinfelsen | Fotos hochladen |